# Vincent O'Brien
Dr Michael Vincent O'Brien (né le 9 avril 1917 et mort le 1er juin 2009) était un entraîneur de chevaux de courses irlandais, spécialisé dans les courses de plat. Il est membre du Hall of Fame des courses britanniques. 

## Carrière
Considéré comme le plus grand entraîneur de l'histoire des courses en Irlande, il a commencé par entraîner des chevaux d'obstacles. Trois de ses pensionnaires remportèrent le Grand National de Liverpool, et les champions Cottage Rake (trois Cheltenham Gold Cup) et Hatton's Grace (trois Champion Hurdle) furent également ses élèvres. C'est en s'installant au centre d'entraînement de Ballydoyle (Coolmore), dans le comté de Tipperary, qu'il abandonne peu à peu l'obstacle pour se consacrer uniquement aux courses de plat, où il a bâti l'un des plus beaux palmarès de l'histoire. Deux fois tête de liste des entraîneurs en Angleterre, il a remporté une quarantaine de victoires dans les épreuves classiques. Vainqueur de six Derby d'Epsom et de trois Prix de l'Arc de Triomphe, il fut notamment le mentor du mythique Nijinsky, et doit une grande part de son succès à l'investissement massif sur la descendance de l'étalon canadien Northern Dancer et un souci du détail qui lui fit dit-on construire, au dénivelé près, une réplique des 2 400 mètres d'Epsom dans son centre de Ballydoyle. 
Au cours des années 1970, Vincent O'Brien jeta les bases avec son gendre John Magnier et l'un de ses principaux propriétaires, Robert Sangster, du futur consortium Coolmore, appelé à devenir la plus puissante écurie du monde avec sa rivale animée par la famille Al Maktoum, l'écurie Godolphin. Il fut élu figure la plus marquante de l'histoire des courses par le journal Racing Post, son jockey attitré Lester Piggott terminant deuxième. Son fils David, qui remporta le Derby en 1984 avec Secreto (devant le champion de son père El Gran Señor), faillit lui succéder, mais renonça au monde des courses. Royal Academy offrit à Vincent O'Brien sa dernière grande victoire dans le Breeders' Cup Mile en 1990, avant son retrait en 1994. C'est son homonyme Aidan O'Brien (aucun lien de parenté) qui lui succéda alors à Ballydoyle.
En hommage à sa carrière, les National Stakes portent son nom à partir de 2009. En 2021, il est élu membre du Hall of Fame des courses britanniques.  

## Palmarès sélectif (courses degroupe 1)
Royaume-Uni
- Derby d'Epsom – 6 – Larkspur (1962), Sir Ivor (1968), Nijinsky (1970), Roberto (1972), The Minstrel (1977), Golden Fleece (1982)
- Oaks – 2 – Long Look (1965), Valoris (1966)
- 2000 Guinées – 4 – Sir Ivor (1968), Nijinsky (1970), Lomond (1983), El Gran Señor (1984)
- 1000 Guinées – 1 – Glad Rags (1966)
- St. Leger Stakes – 3 – Ballymoss (1957), Nijinsky (1970), Boucher (1972)
- King George VI and Queen Elizabeth Diamond Stakes – 3 – Ballymoss (1958), Nijinsky (1970), The Minstrel (1977)
- Ascot Gold Cup – 1 – Gladness (1958)
- Champion Stakes – 2 – Pieces of Eight (1966), Sir Ivor (1968)
- Cheveley Park Stakes – 3 – Lalibela (1967), Woodstream (1981), Capricciosa (1990)
- Coronation Cup – 2 – Ballymoss (1958), Roberto (1973)
- Coronation Stakes – 1 – Lisadell (1974)
- Dewhurst Stakes – 7 – Nijinsky (1969), Cellini (1973), The Minstrel (1976), Try My Best (1977), Monteverdi (1979), Storm Bird (1980), El Gran Señor (1983)
- Eclipse Stakes – 5 – Ballymoss (1958), Pieces of Eight (1966), Artaius (1977), Solford (1983), Sadler's Wells (1984)
- Golden Jubilee Stakes – 5 – Welsh Saint (1970), Saritamer (1974), Swingtime (1975), Thatching (1979), College Chapel (1993)
- Haydock Sprint Cup – 1 – Abergwaun (1972)
- International Stakes – 2 – Roberto (1972), Caerleon (1983)
- July Cup – 5 – Thatch (1973), Saritamer (1974), Solinus (1978), Thatching (1979), Royal Academy (1990)
- King's Stand Stakes – 5 – Cassarate (1962), Abergwaun (1973), Godswalk (1977), Solinus (1978), Bluebird (1987)
- Middle Park Stakes – 1 – Junius (1978)
- Nunthorpe Stakes – 1 – Solinus (1978)
- Queen Anne Stakes – 1 – Imperial March (1975)
- Racing Post Trophy – 1 – Apalachee (1973)
- St. James's Palace Stakes – 2 – Thatch (1973), Jaazeiro (1978)
- Sussex Stakes – 4 – Thatch (1973), Artaius (1977), Jaazeiro (1978), King's Lake (1981)

 Irlande
- Derby d'Irlande – 6 – Chamier (1953), Ballymoss (1957), Nijinsky (1970), The Minstrel (1977), El Gran Señor (1984), Law Society (1985)
- Irish Oaks – 4 – Ancasta (1964), Aurabella (1965), Gaia (1969), Godetia (1979)
- 2.000 Guinées Irlandaises – 5 – El Toro (1959), Jaazeiro (1978), King's Lake (1981), Sadler's Wells (1984), Prince of Birds (1988)
- 1.000 Guinées Irlandaises – 3 – Valoris (1966), Lady Capulet (1977), Godetia (1979)
- Irish St Leger – 9 – Barclay (1959), White Gloves (1966), Reindeer (1969), Caucasus (1975), Meneval (1976), Transworld (1977), Gonzales (1980), Leading Counsel (1985), Dark Lomond (1988)
- Irish Champion Stakes – 5 – Inkerman (1978), Fordham (1979), Gregorian (1980), King's Lake (1981), Sadler's Wells (1984)
- Matron Stakes – 3 – Kalamaika (1978), Magisterial (1979), Calandra (1980)
- Moyglare Stud Stakes – 2 – Woodstream (1981), Capricciosa (1990)
- National Stakes – 6 – Sir Ivor (1967), Tate Gallery (1985), Caerwent (1987), Classic Fame (1988), El Prado (1991), Fatherland (1992)
- Phoenix Stakes – 2 – Cloonlara (1976), Achieved (1981)
- Pretty Polly Stakes – 7 – Little Mo (1959), Ancasta (1964), Iskereen (1967), Rimark (1968), Godetia (1979), Calandra (1980), Dark Lomond (1988)
- Tattersalls Gold Cup – 5 – Nardoo (1963), White Gloves (1967), Selko (1969), Cavo Doro (1973), Golden Fleece (1982)

 France
- Prix de l'Arc de Triomphe – 3 – Ballymoss (1958), Alleged (1977, 1978)
- Prix du Jockey Club – 1 – Caerleon (1983)
- Prix Jean-Luc Lagardère – 1 – Sir Ivor (1967)
- Prix Maurice de Gheest – 1 – College Chapel (1993)

 États-Unis
- Breeders' Cup Mile – 1 – Royal Academy (1990)
- Washington, D.C. International – 1 – Sir Ivor (1968)